# Kamalschahr
Kamalschahr (persisch کمال‌شهر), auch Kamalabad, ist die Teil des Verwaltungsbezirks Karadsch in der iranischen Provinz Alborz. 2016 hatte die Stadt über 141.000 Einwohner.

## Geografie
Die Stadt liegt im südöstlichen Teil von Alborz, südlich des Elburs-Gebirge, nahe von Karadsch, der Provinzhauptstadt. 

## Geschichte
Die heutige Gemeinde wurde 1996 gegründet.

## Klima
Das Klimaklassifizierungssystem von Köppen-Geiger klassifiziert das Klima als semiarides Klima (BSk).

## Wirtschaft
Kamalashahr war historisch gesehen ein landwirtschaftliches Zentrum. Heute gibt es auch ein Industriegebiet.